# 1995年のBPRグローバルGTシリーズ
1995年のBPRグローバルGTシリーズは、BPRグローバルGTシリーズの2年目のシーズン。同シリーズはGTカー4クラスによってタイトルが争われ、それぞれGT1、GT2、GT3、GT4の名称で実施された。シリーズは2月26日のヘレスで開幕し、11月12日の珠海まで全12戦で行われた。

## 開催スケジュール
| ラウンド | レース                                           | サーキット                     | 開催日   |
| -------- | ------------------------------------------------ | ------------------------------ | -------- |
| 1        | ヘレス4時間                                      | ヘレス・サーキット             | 2月26日  |
| 2        | ル・カステレ4時間                                | ポール・リカール・サーキット   | 3月12日  |
| 3        | モンツァ4時間                                    | モンツァ・サーキット           | 3月26日  |
| 4        | ハラマ4時間                                      | ハラマ・サーキット             | 4月9日   |
| 5        | ニュルブルクリンク4時間                          | ニュルブルクリンク             | 4月23日  |
| 6        | ドニントン4時間                                  | ドニントン・パーク             | 5月8日   |
| 7        | パリ1000 km                                      | オートドローム・ド・モンスレリ | 5月14日  |
| 8        | アンデルストープ4時間                            | スカンジナビアン・レースウェイ | 7月2日   |
| 9        | 鈴鹿1000km                                       | 鈴鹿サーキット                 | 8月27日  |
| 10       | ブリティッシュ・エンパイア・トロフィー （4時間） | シルバーストン・サーキット     | 9月17日  |
| 11       | ノガロ4時間                                      | ノガロ・サーキット             | 10月8日  |
| 12       | シェル珠海 Intl. レース （3時間）                | 珠海市街地コース               | 11月12日 |

## シーズン結果
| ラウンド | サーキット         | 総合優勝チーム                                            | レポート |
| ラウンド | サーキット         | 総合優勝ドライバー                                        | レポート |
| -------- | ------------------ | --------------------------------------------------------- | -------- |
| 1        | ヘレス             | #1 ガルフ・レーシング GTC                                 | 詳細     |
| 1        | ヘレス             | レイ・ベルム マウリツィオ・サンドロ・サーラ               | 詳細     |
| 2        | ポール・リカール   | #1 ガルフ・レーシング GTC                                 | 詳細     |
| 2        | ポール・リカール   | レイ・ベルム マウリツィオ・サンドロ・サーラ               | 詳細     |
| 3        | モンツァ           | #8 ウエスト・コンペティション                             | 詳細     |
| 3        | モンツァ           | トーマス・ブシャー ジョン・ニールセン                     | 詳細     |
| 4        | ハラマ             | #1 ガルフ・レーシング GTC                                 | 詳細     |
| 4        | ハラマ             | レイ・ベルム マウリツィオ・サンドロ・サーラ               | 詳細     |
| 5        | ニュルブルクリンク | #1 ガルフ・レーシング GTC                                 | 詳細     |
| 5        | ニュルブルクリンク | レイ・ベルム マウリツィオ・サンドロ・サーラ               | 詳細     |
| 6        | ドニントン         | #8 ウエスト・コンペティション                             | 詳細     |
| 6        | ドニントン         | トーマス・ブシャー ジョン・ニールセン                     | 詳細     |
| 7        | モンスレリ         | #70 ミュールバウアー・モータースポーツ                    | 詳細     |
| 7        | モンスレリ         | シュテファン・オーベルンドルファー デトラー・ヒューブナー | 詳細     |
| 8        | アンデルストープ   | #40 パイロット・アルディックス・レーシング                | 詳細     |
| 8        | アンデルストープ   | ミシェル・フェルテ オリビエ・テブナン                     | 詳細     |
| 9        | 鈴鹿               | #1 GTC レーシング                                         | 詳細     |
| 9        | 鈴鹿               | レイ・ベルム マウリツィオ・サンドロ・サーラ 関谷正徳      | 詳細     |
| 10       | シルバーストン     | #9 マッハ・ワン・レーシング                               | 詳細     |
| 10       | シルバーストン     | アンディ・ウォレス オリビエ・グルイヤール                 | 詳細     |
| 11       | ノガロ             | #9 マッハ・ワン・レーシング                               | 詳細     |
| 11       | ノガロ             | アンディ・ウォレス オリビエ・グルイヤール                 | 詳細     |
| 12       | 珠海               | #9 マッハ・ワン・レーシング                               | 詳細     |
| 12       | 珠海               | アンディ・ウォレス オリビエ・グルイヤール                 | 詳細     |